# Louis Mathieu Dembowski
Pour les articles homonymes, voir Dembowski.
Ludwik Mateusz Dembowski, dit Louis Mathieu Dembowski, est un général polonais au service de la France, né le 24 août 1768 à Góra en Pologne et mort le 18 juillet 1812 à Valladolid en Espagne, des suites d'une blessure reçue en duel.

## Biographie
Patriote polonais, il émigre en France après l'échec de l'insurrection de Tadeusz Kościuszko et le démembrement de son pays. Il entre en service comme officier dans les légions polonaises (armée française) formées par le général Jean Henri Dombrowski au service de la République française le 19 février 1795. Après la paix d'Amiens, les légions polonaises étant dissoutes et réformées, Dembowski se retrouve sans affectation et est attaché comme chef de brigade surnuméraire à la 27e demi-brigade légère française. Il épouse à Blotzheim le 14 novembre 1802 Anne Marie Philippine Fidele Thannberger, fille du maire de Blotzheim. 

### Expédition de Saint-Domingue
Toutefois, grâce à la protection des généraux Étienne Jacques Joseph Macdonald et Louis Baraguey d'Hilliers, il obtient le 7 janvier 1803 d'être affecté à l'expédition de Saint-Domingue, que commande alors le général Donatien-Marie-Joseph de Rochambeau. Il embarque pour l'île avec son épouse qui donne naissance, au Cap français, à un fils Alphonse le 24 juillet 1803. Il est au feu peu après son arrivée, ayant deux chevaux tués sous lui dans une sortie des troupes du Cap-Français contre les insurgés le 29 juillet. Rochambeau le nomme adjudant-commandant et le charge de la direction des avant-postes au Cap le 23 octobre, peu avant la défaite finale des troupes coloniales françaises. Refusant, avec quelques autres officiers — notamment Jean François Cornu de La Poype, Lefebvre-Desvaux et ses frères, Huin ou encore d’Hénin de Cuvillers —, la capitulation du Cap, Dembowski tente de forcer le blocus à bord de La Clorinde du capitaine Le Bozec le 1er décembre. Mais le navire s’échoue et tous sont capturés par les Anglais, puis emmenés en captivité à la Jamaïque. Du fait de la présence de son épouse et de leur jeune enfant, Dembowski ne tarde pas à être libéré.

### Général de l'Empire
Rentré en France à la fin juin 1804, il est placé dans son grade d’adjudant-commandant comme chef d’état-major de la 2e division de dragons le 30 mars 1805, puis de la division de dragons à pied de son protecteur Baraguey d’Hilliers en octobre. Il fait la campagne de Prusse comme chef d’état-major du VIe corps du maréchal Jean Lannes le 20 janvier 1806. Il passe ensuite à l'armée d'Espagne comme chef d’état-major du Ve corps du maréchal Édouard Mortier le 22 octobre 1808. C'est au cours de cette guerre qu'il est fait général de brigade le 17 décembre 1809. Il sert ensuite, toujours en Espagne, au sein des corps d'armée des généraux Jean-Baptiste Girard et Jean-Baptiste Drouet d'Erlon de 1810 à 1812. Elevé au rang d'officier de la légion d'honneur , il est fait baron de l'Empire la même année 1810. Il meurt à Valladolid le 18 juillet 1812, des suites d'une blessure reçue quelques jours plus tôt au cours d’un duel. Il avait 43 ans, et laissait une femme et un filsqui ne devaient toucher aucune pension du gouvernement, la loi du 8 floréal an II l’interdisant pour les officiers tués en duel.

## Famille
Il est le frère de Jan Dembowski et l'oncle d'Ercole Dembowski.

## Sources
- Six (Georges), Dictionnaire biographique des généraux et amiraux de la révolution et de l'Empire, t.1
- Dembowski (Louis-Mathieu, adj.-cmdt), Journal & voyage à Saint-Domingue (1802)
- Pachonski (Jan) & Wilson (Reuel K.), Poland's Caribbean tragedy: a study of Polish legions in the Haïtian war of Independance, 1802-1803
- « Cote LH/1134/77 », base Léonore, ministère français de la Culture